# Encephalartos schaijesii
Encephalartos schaijesii är en kärlväxtart som beskrevs av Malaisse, Sclavo och Crosiers. Encephalartos schaijesii ingår i släktet Encephalartos och familjen Zamiaceae. IUCN kategoriserar arten globalt som sårbar. Inga underarter finns listade i Catalogue of Life.